# Huai Ying
Huai Ying (chinesisch 懷嬴, Pinyin Huái Yíng) war eine chinesische Fürsten-Gemahlin in der Zeit der Frühlings- und Herbstannalen im 7. Jahrhundert v. Chr.

## Leben
Ying war die Tochter des mächtigen Gong Mu von Qin, des Herrschers von Qin. Um den Staat Jin enger an sich zu binden, wurde sie 643 mit dem (mutmaßlich erst ungefähr zehnjährigen) Kronprinzen Yu aus Jin verheiratet, welcher als Geisel am Hofe ihres Vaters weilte.
Als Hui von Jin, der Gong von Jin, im Sterben lag, floh der Kronprinz 637 v. Chr. eigenmächtig aus seiner Geiselhaft in den Heimatstaat, um die Thronfolge anzutreten. Vor seiner Flucht stellte sich für Ying die Frage, ob sie ihren Vater verraten und ihren Mann begleiten sollte; oder ob sie ihre Pflicht als Gattin verraten und am heimatlichen Hof bleiben müsse. Sie entschied sich letztlich für einen Kompromiss und blieb zurück, verdeckte aber durch ihr Stillschweigen die Flucht des Gatten.
Erzürnt über die Flucht Yus, welcher als Huai von Jin [daher rührte Huai Yings Name] in Jin die Macht ergriff, favorisierte Mu von Qin dessen Onkel Cheng'er und unterstützte noch im selben Jahr Cheng'er bei dessen Machtergreifung. Fünf Töchter Mus wurden an Cheng'er (der bereits Frauen und Nachkommen hatte) verheiratet, darunter auch Huai Ying. Die Chronisten beschreiben, dass Cheng'er die Hand Huai Yings nur zögernd annahm. Nach Cheng'ers Machtübernahme mit dem Namen Wen von Jin wurde Wen Ying 636 v. Chr. von einer Qin-Armee zu ihrem Gemahl nach Jin eskortiert, wobei die Geschichtsschreiber ihren Status als Gemahlin (im Gegensatz zu einer Konkubine) betonten.
Eine letzte Erwähnung fand Ying im Jahre 621, nunmehr im Status einer ehemaligen Konkubine Wens (Wen von Jin starb 628 v. Chr., gefolgt von seinem Sohn Xiang von Jin, welcher nicht Wen Yings Sohn war und 620 v. Chr. starb): Chen Ying positionierte ihren Sohn mit Wen, Le, als Thronfolger für Jin. Tatsächlich folgte Xiang von Jin aber dessen Sohn Ling von Jin nach; das weitere Schicksal Yings und Les ist unbekannt. Eine weitere beschriebene Figur namens Mu Ying war wohl nicht mit Huai Ying identisch.

## Rezeption
Die dramatische Szene bei der Trennung von ihrem ersten Gemahl Yu/Huai wurde in der chinesischen Literatur vielfach aufgegriffen und machte Huai Ying zu einer der berühmtesten chinesischen Frauengestalten ihrer Zeit. Zwar war sie in den folgenden Ehen mit Wen und Chen eher politischer Spielball, ihr späteres erneutes starkes Auftreten und die Parteinahme für Le wurde jedoch von den Geschichtsschreibern nach ihr meist positiv bewertet.